# Egmont Studentergaard
 Ikke at forveksle med Egmont H. Petersens Kollegium.
Egmont Studentergaard er et selvejende kollegium i Risskov, der er en forstad til Aarhus. Kollegiets gamle del er tegnet af C.F. Møllers Tegnestue og opført i 1964 med støtte fra Egmont H. Petersens Fond. Kollegiet blev ombygget og fik en tilbygning i 2012-2013 tegnet af Arkitektfirmaet Frost Larsen i Skanderborg.
Kollegiet har 146 værelser og har adresse på Tranekærvej med ca. 5 km til Aarhus Universitet og Aarhus centrum. Der er ca. 2,5 km til Riis Skov og ca. 3 km til Den Permanente Badeanstalt. Der er ca. 0,5 km til indkøbsmuligheder og posthus m.m.
Blandt kollegiets kendte tidligere beboere kan nævnes Bertel Haarder og Svend Auken.[kilde mangler]

## Faciliteter
Hvert værelse er på 12 m2 med tilhørende 6 m2 egen forgang med indbyggede skabe, samt eget toilet og bad, i alt 18 m2. Alle værelser har internetopkobling og tv-stik. Der er fælleskøkkener, som hver benyttes af 17-18 beboere. Køkkenerne er udstyret med tv.
Beboerne har adgang til festsal/tv-stue og gårdhave. Herudover er der lokaler til f.eks. billard, bordfodbold og bordtennis samt motionsrum, cykelværksted, musiklokale og mødelokale. Der er fælles vaskeri.

## Arrangementer
Der afholdes årligt festarrangementer, heriblandt:
- Årsfest
- Fastelavn
- Tour de Køkken
- Sankt Hans
- Septemberbar
- Nytårsfest

## Ombygning og udvidelse
Kollegiet gennemgik i 2013 en modernisering, som ud over nye køkkener også omfatter en udvidelse med en ekstra etage. Udvidelsen giver plads til 42 nye værelse, som hver har et lille tekøkken (dog uden køleskab, ovn og kogeplader) for uden de større fælleskøkkener. Kollegiets arkitektoniske fremtoning ændres markant med den nye etage, da det selvsagt aldrig var tiltænkt, at det funktionalistiske kollegiebyggeri fra 1960'erne skulle udvides opad og i en helt anden arkitektonisk stil med andre typer materialer. Bygningen mister sin harmoni, men giver på den anden side plads til flere studerende, og en modernisering/renovering var tiltrængt.

## Ansøgning om værelse
Ansøgning om værelse foretages på www.ungdomsboligaarhus.dk Arkiveret 10. december 2020 hos  Wayback Machine